# Restinclières
 Restinclières  es una población y comuna francesa, situada en la región de Occitania, departamento de Hérault, en el distrito de Montpellier y cantón del Crès.

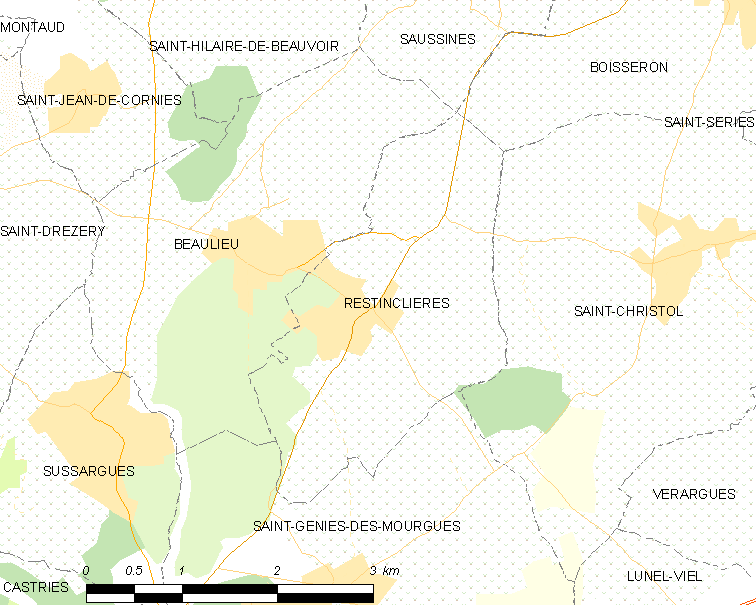
Mapa

## Demografía
| 214 | 211 | 296 | 587 | 781 | 1162 | 1685 |
| Para los censos de 1962 a 1999 la población legal corresponde a la población sin duplicidades (Fuente: INSEE [Consultar]) |     |     |     |     |      |      |